# Welschenrohr
Welschenrohr (en francés Rosières) es una comuna suiza del cantón de Soleura, ubicada en el distrito de Thal. Limita al oeste y noroeste con la comuna de Gänsbrunnen, al noreste y este con Herbetswil, y al sur con Balm bei Günsberg, Rüttenen y Oberdorf.